# Finmarchinella guyotensis
Finmarchinella guyotensis är en kräftdjursart som beskrevs av Brouwers 1993. Finmarchinella guyotensis ingår i släktet Finmarchinella och familjen Hemicytheridae. Inga underarter finns listade i Catalogue of Life.